# (2448) Sholokhov
(2448) Sholokhov est un astéroïde de la ceinture principale.

## Description
(2448) Sholokhov est un astéroïde de la ceinture principale. Il fut découvert le 18 janvier 1975 à Nauchnyj par Lioudmila Tchernykh. Il présente une orbite caractérisée par un demi-grand axe de 2,79 UA, une excentricité de 0,12 et une inclinaison de 17,7° par rapport à l'écliptique.

## Compléments